# جون كيد (لاعب كرة قدم أمريكية)
جون كيد (بالإنجليزية: John Kidd)‏ هو لاعب كرة قدم أمريكية أمريكي، ولد في 22 أغسطس 1961 في سبرينغفيلد في الولايات المتحدة.

## وصلات خارجية
- جون كيد على موقع مرجع كرة القدم المحترفة.كوم (الإنجليزية)